# Torenia thailandica
Torenia thailandica är en tvåhjärtbladig växtart som beskrevs av T. Yamazaki. Torenia thailandica ingår i släktet Torenia och familjen Linderniaceae. Inga underarter finns listade i Catalogue of Life.